# Thelcticopis vasta
Thelcticopis vasta là một loài nhện trong họ Sparassidae.
Loài này thuộc chi Thelcticopis. Thelcticopis vasta được Ludwig Carl Christian Koch miêu tả năm 1873.